# سیارک ۵۶۵۶۱
سیارک ۵۶۵۶۱ (به انگلیسی: 56561 Jaimenomen، نامگذاری:2000JG7) پنجاه و شش هزار و پانصد و شصت و یکمین سیارک کشف شده‌است که در ۵ مه ۲۰۰۰ کشف شد.